# Fredrik von Otter
Fredrik Wilhelm von Otter (11 tháng 4 năm 1833 – 9 tháng 3 năm 1910) là friherre, sĩ quan hải quân và chính trị gia người Thụy Điển, ông được chú ý nhất khi giữ chức Thủ tướng Thụy Điển từ năm 1900 đến năm 1902.